# Drabina Jakuba (apokryf)
Drabina Jakuba – apokryf Starego Testamentu oraz midrasz hagadyczny o charakterze apokaliptycznym.

## Charakterystyka
Opowiadanie powstało w I–II wieku prawdopodobnie w języku greckim, a jego autorem był Żyd mieszkający w Palestynie. Ryszard Rubinkiewicz uściśla powstanie utworu na lata 79–81, jako powstały za panowania Tytusa Flawiusza. Argumentem miałaby być liczba dwunastu szczebli z popiersiami, co symbolizowałoby dwunastu władców Rzymu od zdobycia Judei w 63 r. p.n.e. W ten sposób trzynastym władcą Rzymu byłby Tytus. Co więcej, Żydzi pewne wydarzenia (np. wybuch Wezuwiusza) odbierali jako oznaki kary Bożej na Rzym za zburzenie Jerozolimy, co zgadzałoby się z wyjaśnieniem anioła zawartym w tekście.
Heinrich Weinel utożsamiał Drabinę Jakuba z używanym przez Ebionitów Wniebowzięciem Jakuba. Apokryf zachował się w wersji staro-cerkiewno-słowiańskiej z VII wieku w dwóch recenzjach.

## Treść
Dzieło jest oparte na występującym w Księdze Rodzaju opisie snu znanego jako drabina Jakuba. Jakub ujrzał drabinę o dwunastu szczeblach z popiersiami po obu stronach oraz jednym, najbardziej przerażającym popiersiem na szczycie. Po przebudzeniu się Jakuba Bóg zesłał anioła Sariela, który wyjaśnił, iż dwanaście szczebli symbolizuje dwanaście okresów, a 24 popiersia oznaczają pogańskich królów. Popiersie na samym szczycie natomiast symbolizuje króla, który będzie uciskał Izraela najmocniej, ale będzie to przyczyną bezpośredniej interwencji Boga. Ostatni, siódmy rozdział utworu, jest proroctwem o narodzeniu Chrystusa i stanowi prawdopodobnie interpolację chrześcijańską.